# Rivoekembahoaka II
Rivoekembahoaka II (env.1745 – 1808) fut le dernier Monarque betsileo ayant régné sur le Fisakàna (correspondant à l’actuel district de Fandriana dans la région de l’Amoron’i Mania –Madagascar) de 1796 jusqu’à la chute de celui-ci, en 1808.

## Origines
Rivoekembahoaka II descend de la Dynastie zafirambo des Zafindratrimo qui, elle-même, est issue de la lignée royale antaimoro des Anteony (voir famille royale du Fisakàna).
Petit-fils de Rivoekembahoaka Ier, à qui Andrianandrianina, fils et successeur de ce dernier, donna son nom comme il est d’usage, il transféra la capitale de son Royaume de Miarinkanjaka à Kirioka, une citadelle naturelle imposante et difficile d’accès, juchée au Nord-Est de l’actuelle ville de Fandriana.

## Bouleversements administratifs
Son règne, d’une douzaine d’années, est caractérisé par la mise en place d’un pouvoir royal centralisé, raffermi par la création de Juges (« Mpitsara »), avec à leur tête, Andriambava de Vohitrambo, chargés de le représenter ainsi que de collecteurs d’impôts (« Mpanangona Hetra »), dirigés par Andriaminahy, servant notamment à épier les abus et les éventuels arbitraires des Seigneurs terriens. Il nomma Ratsimihety Administrateur général du Royaume. Les Mpitsara étaient disposés équitablement de part et d’autre du fleuve Fisakàna, à raison de dix au Nord (Avaradrano) et dix autres au Sud (Atsimondrano), de même que les Mpanangona Hetra à raison de cinq au Nord et cinq au Sud.Cette division naturelle est à la base de la division en deux grandes circonscriptions du Royaume, initiée par Rivoekembahoaka II, à savoir l’Avaradrano regroupant principalement les Seigneuries de Miarinavaratra, Tsarazaza, Sahatorendrika, Ambohipo et Iharana, puis l’Atsimondrano rassemblant les Principautés de Tsiakarandambo et d’Imito ainsi que les Seigneuries d’Imady, de Mahazoarivo et de Sandrandahy.

## La conquête merina et la chute du Royaume
Vers 1806, le Roi Rivoekembahoaka II eut vent des conquêtes entreprises par Andrianampoinimerina à travers le pays betsileo et sentit une confrontation très prochaine avec celui-ci. Trahi par le Roi sakalava Ramasoandro, Rivoekembahoaka II ne put se soustraire à l’arrivée du Monarque merina.
Le Roi Andrianampoinimerina mit d’abord en œuvre des manœuvres pacifiques en demandant au Roi du Fisakàna de se constituer de son plein gré « son fils » car, dit-il, « Dieu a voulu que ton Royaume m’appartienne » (« Avia manatona ahy ho zanako fa ahy ny fanjakana »). Rivoekembahoaka II refusa énergiquement, considérant qu’il était son égal et non son fils. Face à l’insolence du Roi du Fisakàna, Andrianampoinimerina se résolut à prendre les armes.
La forteresse de Kiririoka, jouissant de sa stature imposante et difficile d’accès, résista héroïquement à toutes les attaques et ce durant plusieurs mois de siège. Entre temps, Andrianampoinimerina gagne secrètement l’allégeance du Prince Ramboay, fils de Rivoekembahoaka II (son neveu selon certaines versions) qui lui indiquera le moyen de changer la donne du conflit, en transgressant un tabou. La population de la citadelle fut tellement affolée par le sacrilège et la plupart préfère se jeter du rocher. Le Roi de l’Imerina se résolut à ne pas traquer davantage les membres de la famille royale proche puis rentra en Imerina en ramenant avec lui en guise de butin de guerre les anciens serviteurs de Rivoekembahoaka II, connus plus tard comme étant les Tsiarondahy.
Peu de temps après, Rivoekembahoaka II refit surface et décide de faire allégeance à Andrianampoinimerina dans l’espoir que celui-ci lui rende son Royaume. Andrianampoinimerina le mit à l’épreuve en l’envoyant conquérir pacifiquement la Seigneurie d’Ilaka. Mais au moment de pactiser avec le dit Seigneur, Rivoekembahoaka II le tua et se blessa durant l’affrontement.
S’étant réparti les captifs de guerre à sa guise et au vu de la tournure des faits, Rivoekembahoaka II provoqua la colère d’Andrianampoinimerina et ce dernier attaqua définitivement un mercredi de l’année 1808. La défaite fut cuisante pour le Fisakàna, l’armée ayant été mal préparée et le Monarque blessé mortellement. Tous les enfants de Rivoekembahoaka II périrent au combat, ce qui mit fin à la lignée royale directe. Ainsi disparut le Fisakàna, désormais annexé par celui de l’Imerina, imbriqué dès lors dans l’Imerina Enin-toko, plus exactement dans la province du Vakinankaratra.

L’ordre une fois rétabli, Andrianampoinimerina fit de l’Atsimondrano un Menabe, c’est-à-dire l’intégra dans le domaine royal, dépendant donc directement de son autorité, tandis que l’Avaradrano devint un Menakely (fief) dont il gratifia le Commandant en Chef de son armée et véritable maître d’œuvre de la conquête, Andriantsoanandriana, andriamasinavalona originaire de Tantsaha dans l’Ambodirano (Imerina).

## Enfants
La tradition est divisée quant au nombre exact de sa progéniture : deux fils pour certains : Ramboay et Andriamananifisaka, et une fille unique pour d’autres : Rabodofotsy, installée à Ambatomanjaka, au nord de Tsarazaza. Les récits racontent qu’ils auraient tous péri durant l’assaut décisif d’Andrianampoinimerina.